# Xã Flagg, Quận Ogle, Illinois
Xã Flagg (tiếng Anh: Flagg Township) là một xã thuộc quận Ogle, tiểu bang Illinois, Hoa Kỳ. Năm 2010, dân số của xã này là 13.562 người.